# Bindax oscitans
Bindax oscitans is een spinnensoort uit de familie van de springspinnen (Salticidae).
De wetenschappelijke naam van de soort werd in 1898 als Eustirognathus oscitans gepubliceerd door Reginald Innes Pocock.